# 鲮两极虫
鲮两极虫（学名：Myxidium cirrhinae）为两极科两极虫属的动物。在中国，分布于广东等，营寄生生活，寄生在鲮的肾。